# Periclista lineolata
Periclista lineolata ist eine Blattwespe aus der Unterfamilie Blennocampinae. Die Art wurde von Johann Christoph Friedrich Klug im Jahr 1816 als Tenthredo lineolata erstbeschrieben. Das lateinische Art-Epitheton lineolata bedeutet „mit Längslinien“. Die Art wird auch als Spaltdornige Eichenblattwespe bezeichnet.

## Merkmale
Die überwiegend schwarz gefärbten Pflanzenwespen erreichen eine Körperlänge von 6–7 mm.  Der glatte Thorax weist keine Vertiefungen auf. Die Hinterränder der Tergite sind blass gefärbt. Die Vorderflügel besitzen ein dunkles Pterostigma. Die Femora sind schwarz, die weißlichen Tibien sind am apikalen Ende bräunlich, die Tarsen sind bräunlich gefärbt. Die Fühler sind kürzer als bei der verwandten Art Periclista pubescens. Das dritte Fühlerglied ist deutlich länger als die Fühlerglieder 7 und 8 zusammen. Die hellgrünen Larven erreichen eine Länge von bis zu 17 mm. Ihr Kopf ist dunkel. Sie sind mit schwarzen Doppeldornen übersät, deren Stiele etwa ebenso lang sind wie die abzweigenden Dorne.

## Verbreitung
Das Vorkommen von Periclista lineolata erstreckt sich über weite Teile Europas. Sie kommt in Süd- und Mittel-England sowie in Wales vor. In West- und in Mitteleuropa ist die Art weit verbreitet. Im Norden reicht das Vorkommen bis nach Finnland, im Süden bis in den zentralen Mittelmeerraum (Italien). Die Art fehlt offenbar auf der Iberischen Halbinsel.

## Lebensweise
Den Lebensraum der Pflanzenwespen bilden Gebiete mit Eichenbewuchs. Die Pflanzenwespen beobachtet man gewöhnlich im April und im Mai. Wenige Tage nach der Eiablage schlüpfen die Larven. Diese entwickeln sich an verschiedenen Eichen, insbesondere an Stieleiche (Quercus robur), Traubeneiche (Quercus petraea) und Roteiche (Quercus rubra), an deren Blättern sie fressen. Ab Ende Mai verlassen die Larven die Bäume und graben sich in das Erdreich, wo sie sich wenig später verpuppen. Das Puppenstadium der univoltinen Art dauert bis zum folgenden Frühjahr.

## Parasitoide
Zu den Parasitoiden von Periclista lineolata gehören die Schlupfwespen Campodorus holmgreni (Unterfamilie Ctenopelmatinae), die bis zur Fertigstellung des Wirtskokons in der Blattwespenlarve bleibt, und Mesochorus punctipleuris (Unterfamilie Mesochorinae), ein Hyperparasit von Brackwespen.

## Bilder

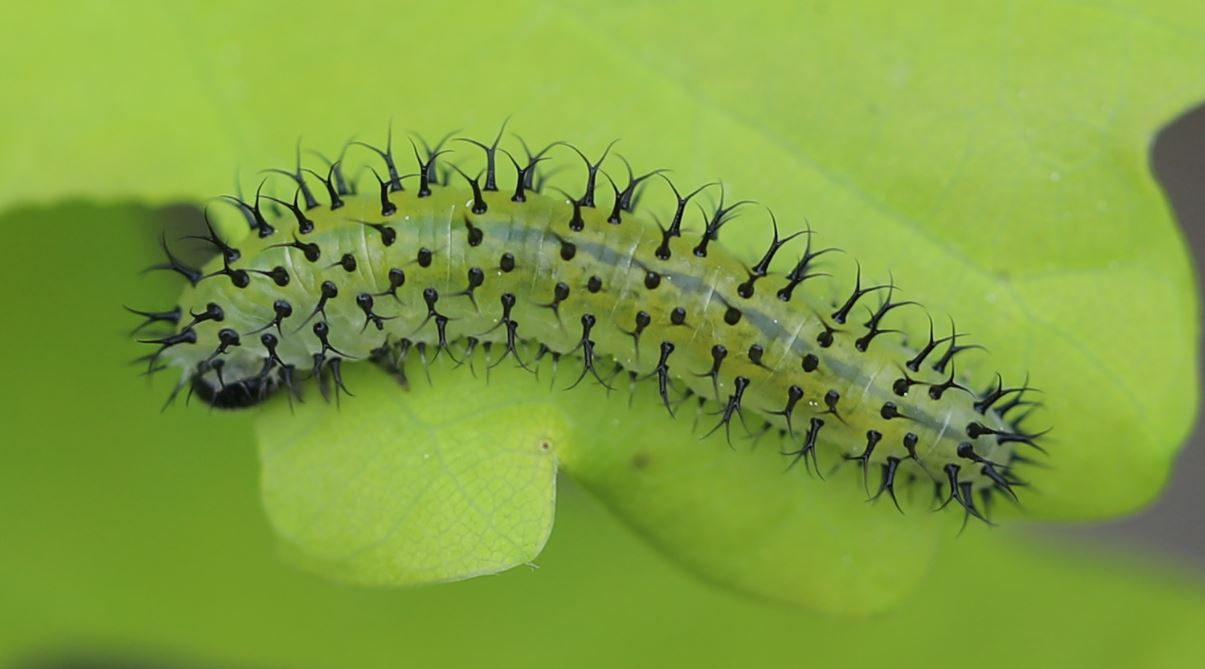
Larve von Periclista lineolata
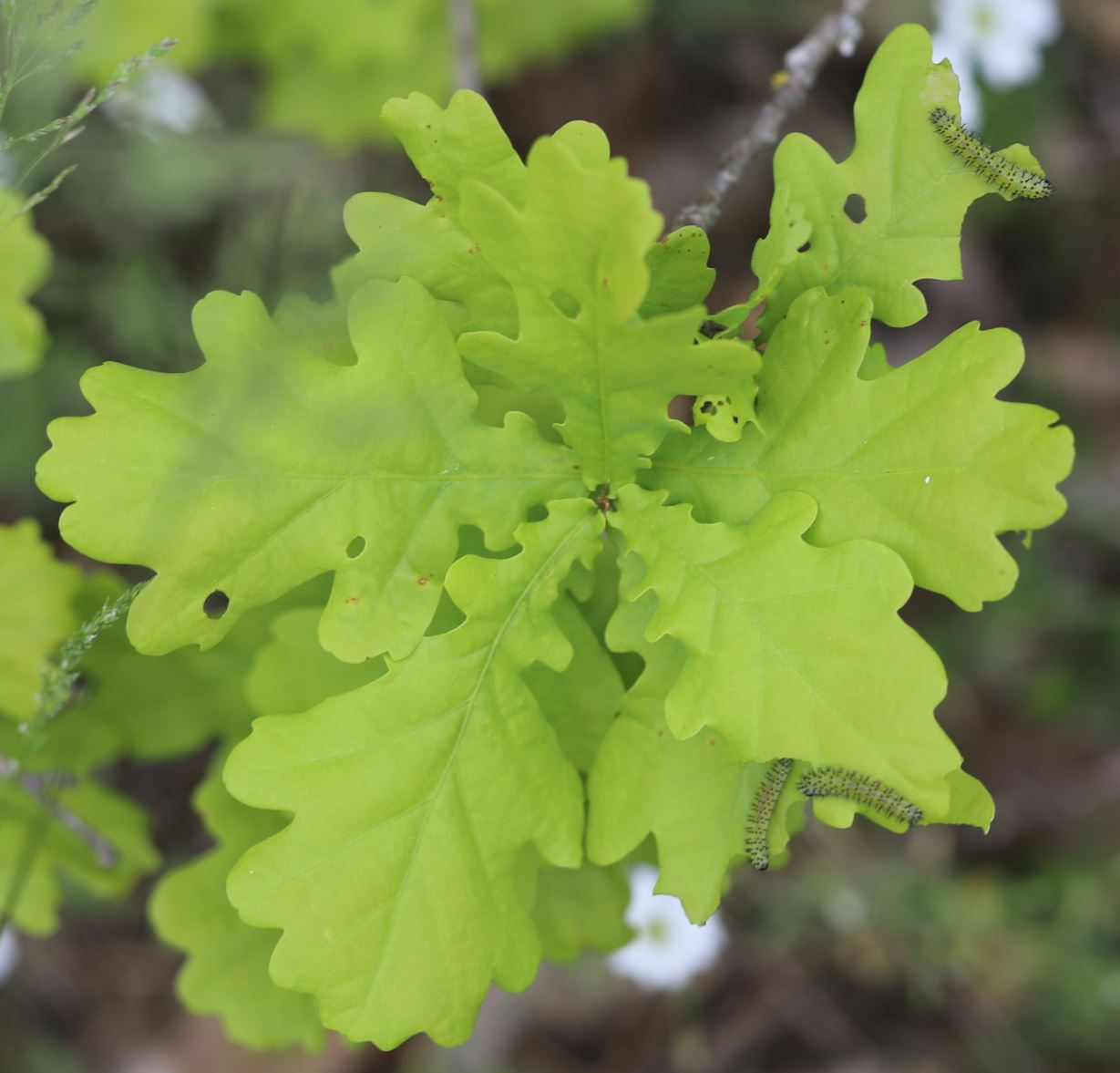
Etwa 10 Larven an einer Jungpflanze
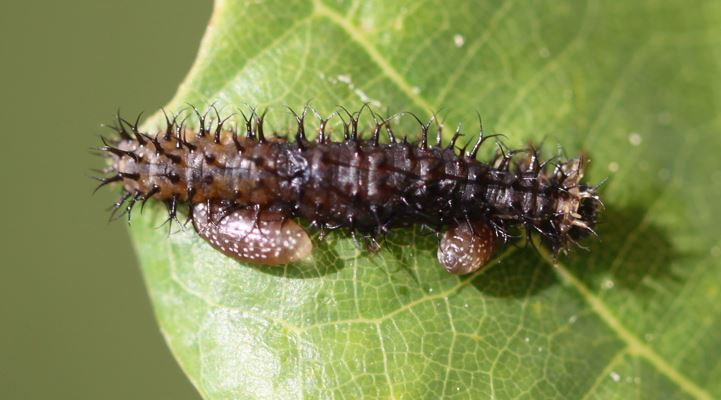
Brackwespenlarven verlassen eine Larve
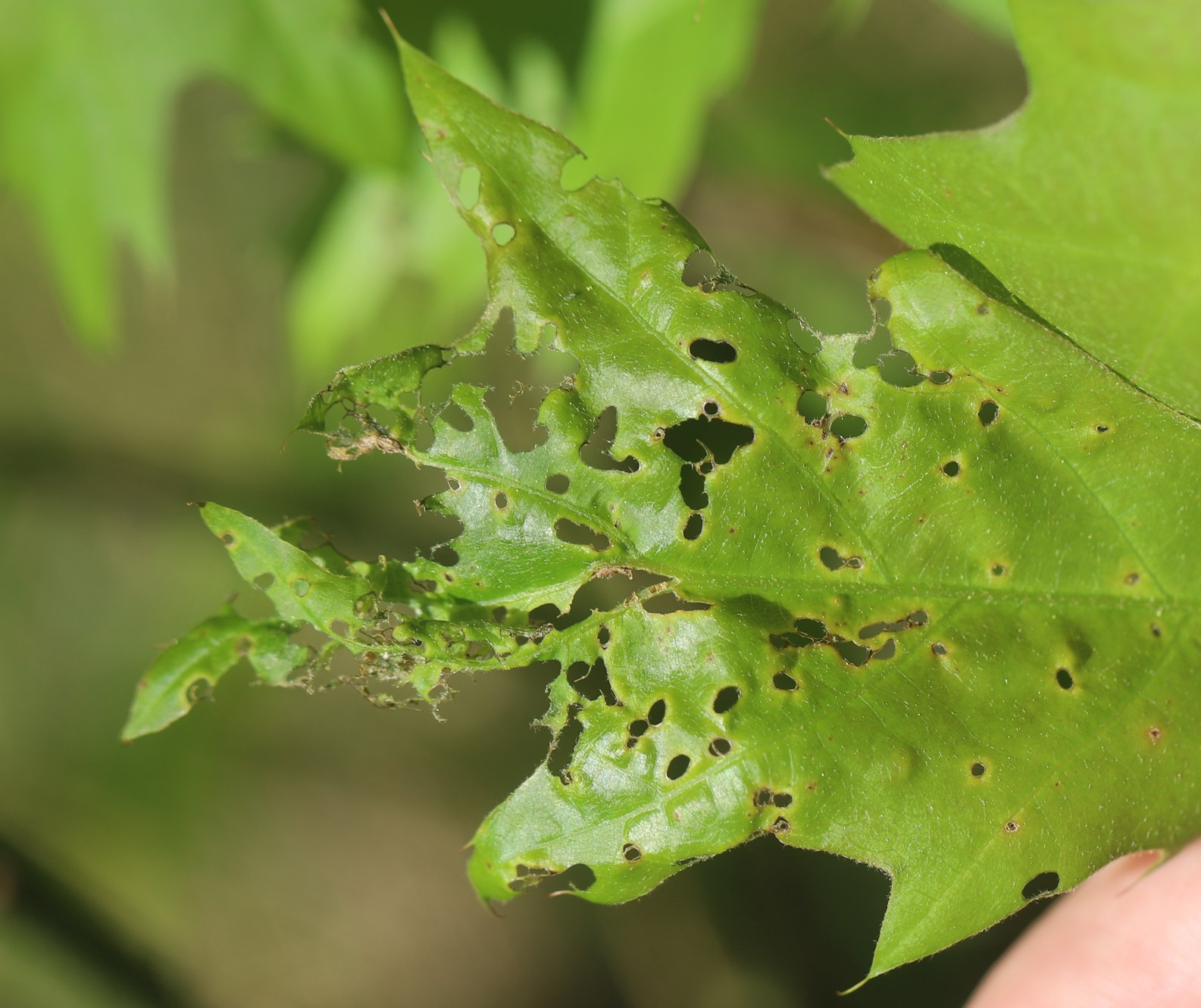
Fraßbild an Roteiche
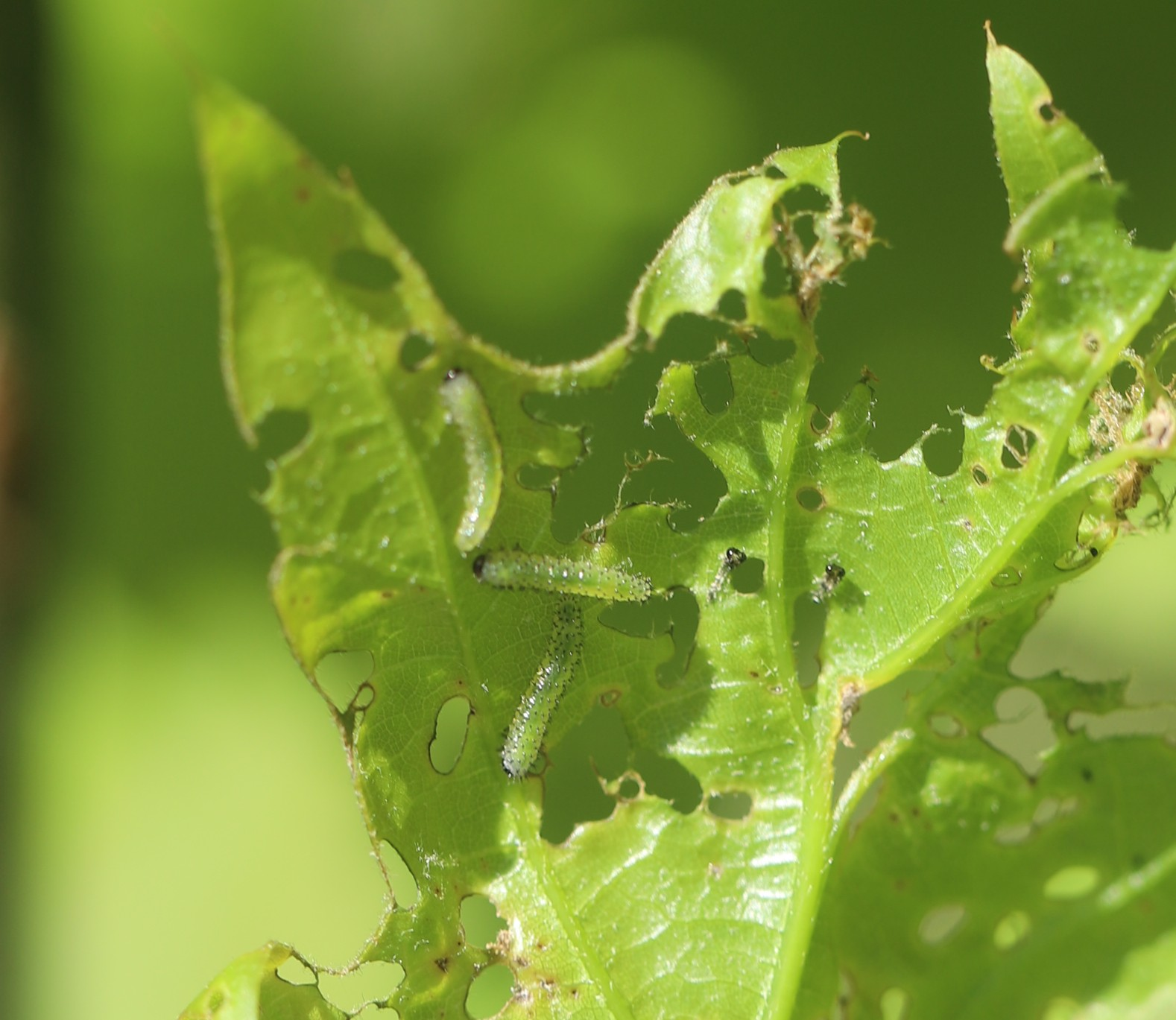
Junglarven an Roteiche
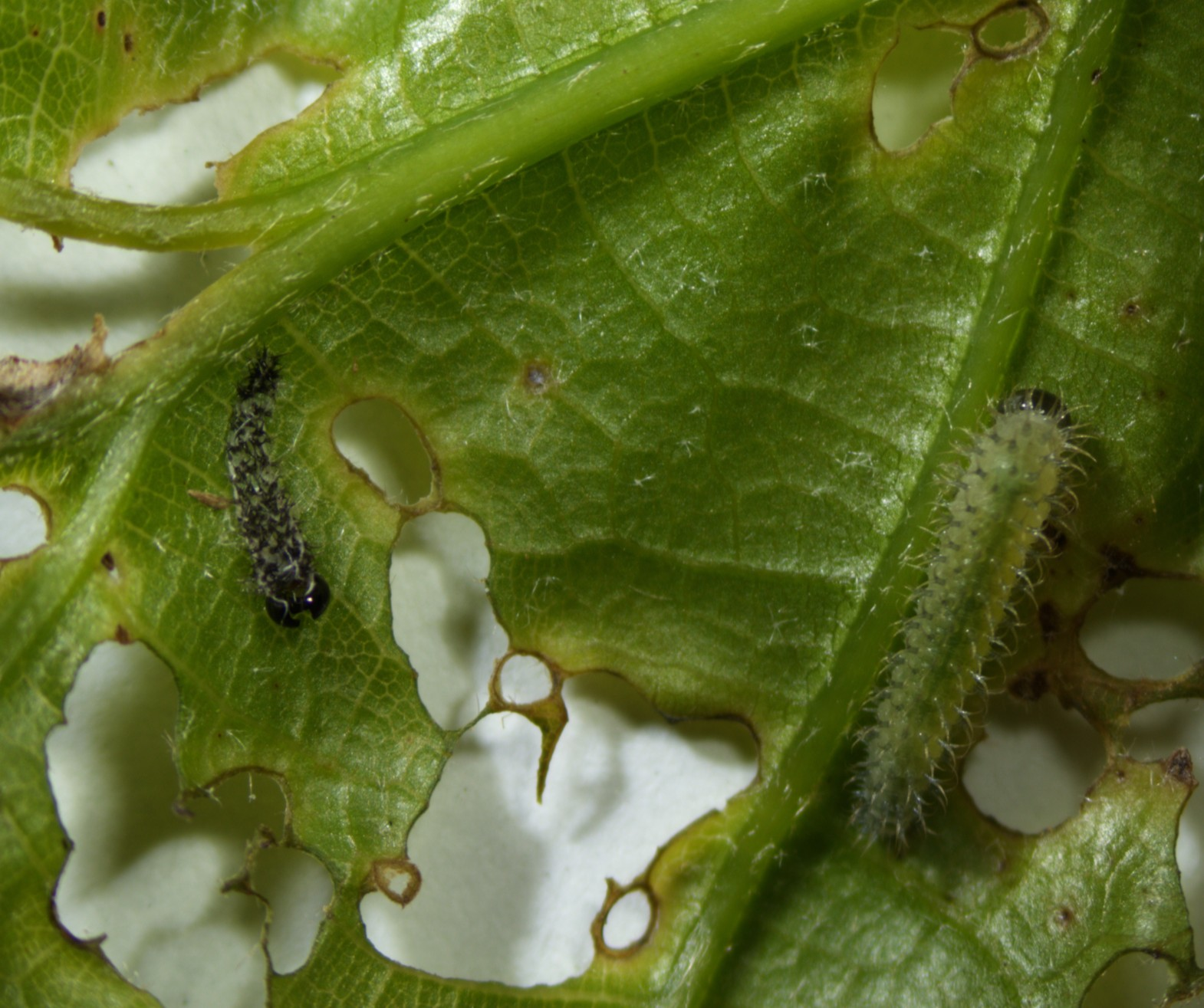
Junglarve (rechts) und Exuvie (links)